# ماهی‌خورک چوبی خالدار
 ماهی‌خورک چوبی خالدار (نام علمی: Actenoides lindsayi) نام یک گونه از زیرخانواده ماهی‌خورک درختی است.